# Louise Egestorp
Louise Egestorp (* 28. Februar 1994 in Kopenhagen, Dänemark) ist eine ehemalige dänische Handballspielerin, die zuletzt für den dänischen Erstligisten Nykøbing Falster Håndboldklub auflief.

## Karriere

### Im Verein
Egestorp spielte in ihrer Jugend bei Ajax København. Ab dem Jahr 2010 lief sie für FC Midtjylland Håndbold auf. Nachdem die Torhüterin anfangs im Jugendbereich aktiv gewesen war, rückte sie in der Vorbereitung der Saison 2013/14 in den Erstligakader. Sie stand in der Saison 2013/14 in zehn Erstligapartien im Kader von FC Midtjylland Håndbold und erreichte das Final Four der EHF Champions League. Zur Saison 2014/15 wechselte sie zum dänischen Zweitligisten Roskilde Håndbold.
Egestorp stand ab dem Sommer 2015 beim deutschen Bundesligisten VfL Oldenburg unter Vertrag, den sie Anfang des Jahres 2016 auf persönlichen Gründen verließ. Nachdem Egestorp anschließend vereinslos war, unterschrieb sie im Sommer 2016 einen Vertrag beim dänischen Zweitligisten SønderjyskE Håndbold. Ein Jahr später wechselte Egestorp zum Erstligisten Team Tvis Holstebro, um den schwangerschaftsbedingten Ausfall von Marianne Lundsby zu kompensieren.
Egestorp kehrte im Jahr 2019 zu Ajax København zurück. Ein Jahr später wechselte Egestorp zum Nykøbing Falster Håndboldklub, bei dem sie die schwangere Torhüterin Cecilie Greve ersetzte. Egestorp begab sich Anfang des Jahres 2022 selbst in die Babypause, aus der sie im Januar 2023 zurückkehrte. Nach der Saison 2022/23 beendete sie ihre Karriere.

### In Auswahlmannschaften
Egestorp stand 42-mal im Tor der dänischen Jugendnationalmannschaft sowie 17-mal im Tor der dänischen Juniorinnennationalmannschaft. Mit diesen Auswahlmannschaften gewann sie die Silbermedaille bei der U-17-Europameisterschaft 2011, die Goldmedaille bei der U-18-Weltmeisterschaft 2012 sowie die Bronzemedaille bei der U-20-Weltmeisterschaft 2014. Bei der U-18-Weltmeisterschaft 2012 wurde Egestorp in das All-Star-Team gewählt.